# Gesellenhospiz
Das Gesellenhospiz war eine christlich ausgerichtete Herberge und Bildungsstätte zur Betreuung der Wandergesellen, die der katholische Priester und Sozialreformer Adolph Kolping Mitte des 19. Jahrhunderts gründete.

## Gedanke
Das Gesellenhospiz sollte neben Unterkunft und Essen die seelische und geistige Betreuung von Handwerksgesellen sichern, die auf Wanderschaft waren. Adolph Kolping hatte erkannt, dass in dieser Zeit die sogenannten Meisterfamilien sich auflösten und die Gesellen den familiären und religiösen Rückhalt verloren und somit ihr Leben nicht mehr in „geordnete Bahnen“ lenkten. Er sah die Notwendigkeit, ein Hospiziensystem zu entwickeln. Der Begriff wurde von dem lateinischen Wort Hospitium für Herberge und seiner kirchlichen Prägung durch die Caritas hergeleitet, siehe auch Hospiz (Begriffsklärung). Kolping verwandte auch den Begriff Gesellenhospitium. Das Gesellenhospiz sollte als Ergänzung zu den Gesellenvereinen fungieren, die Kolping zuvor gegründet hatte.
Das erste dieser Gesellenhospize entstand in Elberfeld, weitere in Euskirchen, Köln (siehe unten), Mannheim, Mainz, München und Weißenburg.
Das Gesellenhospiz sollte gleichzeitig der Fort- und Weiterbildung dienen. Aus den Gesellenhospizen heraus entstanden später die Gesellenhäuser, Jugendwohnheime und Männerwohnheime.
Bei den heute als Kolpinghaus oder Kolping-Wohnheim bekannten Einrichtungen handelt es sich überwiegend um eine Gemeinschaftswohnform für Auszubildende und andere junge Menschen. Organisiert sind sie als eigene Rechtsträger innerhalb des Kolpingwerkes.
Das Bildungsangebot ist neben dem Wohnen und der Freizeitgestaltung die dritte wesentliche Säule der heutigen Kolpinghäuser.

## Gesellenhospiz Köln
Das Gesellenhospiz in Köln war nach Elberfeld (heute Wuppertal) die zweite Einrichtung und hatte in der Mitte des 19. Jahrhunderts die Aufgabe, Gesellen Unterkunft und Pflege zuteilwerden zu lassen. Es sollte den Gesellen zusätzlich die Möglichkeit geben, Gemeinschaft und Lebenshilfe zu erfahren.
Am 14. August 1852 wurde das Lender’sche Haus in der Breiten Straße erworben.
Zu dem ursprünglichen Kaufpreis von 14.200 Talern, der durch Spenden Kölner Bürger wie auch von Firmen wie der Colonia aufgebracht wurden, kamen noch die Umbaukosten (ca. 3.800 Taler), bis im Mai 1853 Erzbischof Johannes von Geissel das Hospiz in Anwesenheit einer Abordnung von 45 Vereinen einweihte. Über dem Portal stand: Zu Gottes Ehr’, der Stadt zu Nutz, der Jugend zur Lehr’, dem Handwerk zum Schutz, dem Teufel zum Trutz steht’s Haus nun da, für brave Burschen von fern und nah.